# Templin
Templin è una città di 15 604 abitanti del Brandeburgo, in Germania.
Appartiene al circondario dell'Uckermark.

## Storia
Nel 2003 vennero aggregati alla città di Templin i soppressi comuni di Beutel, Densow, Gandenitz, Gollin, Groß Dölln, Grunewald, Hammelspring, Herzfelde, Klosterwalde, Petznick, Röddelin, Storkow e Vietmannsdorf.

## Società

### Evoluzione demografica
- Sviluppo della popolazione dal 1875 entro gli attuali confini (linea Blu: popolazione; linea puntata: confronto dello sviluppo della popolazione dello stato del Brandenburgo; sfondo grigio: ai tempi del governo nazista; sfondo rosso: al tempo del governo comunista)
- Sviluppo recente della popolazione (linea blu) e previsioni

| Anno | Abitanti |
| ---- | -------- |
| 1875 | 11 669   |
| 1890 | 12 065   |
| 1910 | 12 495   |
| 1925 | 14 525   |
| 1939 | 15 065   |
| 1950 | 19 516   |
| 1964 | 17 491   |

| Anno | Abitanti |
| ---- | -------- |
| 1971 | 17 473   |
| 1981 | 17 912   |
| 1985 | 18 664   |
| 1990 | 18 884   |
| 1995 | 18 227   |
| 2000 | 18 273   |
| 2005 | 17 347   |

| Anno | Abitanti |
| ---- | -------- |
| 2010 | 16 455   |
| 2015 | 16 067   |
| 2016 | 16 117   |
| 2017 | 15 974   |
| 2018 | 15 798   |
| 2019 | 15 728   |
| 2020 | 15 636   |

Fonti dei dati sono nel dettaglio nelle Wikimedia Commons.

## Geografia antropica
Alla città di Templin appartengono le seguenti frazioni (Ortsteil):
- Ahrensdorf
- Beutel
- Densow (con le località di Annenwalde, Neu Placht e Alt Placht)
- Gandenitz
- Gollin (con la località di Reiersdorf)
- Groß Dölln (con le località di Bebersee, Groß Väter, Klein Väter e Klein Dölln)
- Grunewald
- Hammelspring (con la località di Alsenhof)
- Herzfelde
- Hindenburg
- Klosterwalde (con la località di Metzelthin)
- Petznick (con la località di Kreuzkrug)
- Röddelin
- Storkow
- Vietmannsdorf (con la località di Dargersdorf)

## Amministrazione

### Gemellaggi
Templin è gemellata con:
- Bad Lippspringe, dal 1990
- Połczyn-Zdrój, dal 1997
- Controguerra, dal 2013